# Zwartzustersklooster (Asse)

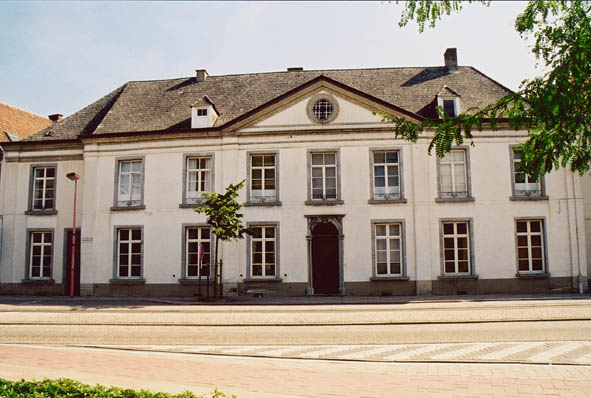
Zwartzustersklooster

Het Zwartzustersklooster is een voormalig klooster in de Vlaams-Brabantse plaats Asse, gelegen aan de Weversstraat 1.

## Geschiedenis
Kern van het complex is een herenhuis dat al in 1727 bestond. Het was de prior van de norbertijnen te Grimbergen die de aanzet gaf tot de oprichting van de congregatie van de Zwartzusters van Asse. Toen de Abdij van Grimbergen in 1794 werd opgeheven vestigde hij zich in het Onze-Lieve-Vrouwgasthuis te Asse. In 1818 stichtte hij van daar uit een Huys van Weldadigheyd in het Kasteel van Walfergem. Een twintigtal behoeftige vrouwen verwierven hier hun inkomsten uit handwerk en het bedrijven van landbouw.
Uit deze instelling groeide een kloostergemeenschap die in 1822 erkend werd als zodanig. Deze congregatie beoefende de wijkverpleging en ook werd een weeshuis voor meisjes opgericht. Van 1827-1835 verhuisden zij naar een kasteel in Waarbeek om zich vanaf 1835 definitief op de huidige locatie te vestigen. In 1837 kochten zij het pand en verbouwden het tot klooster. In 1851 werd een kapel bijgebouwd en in 1894 werd een grotere kapel gebouwd naar ontwerp van Emar Collès. De oude kapel werd sindsdien voor muzieklessen en dergelijke gebruikt.
Gedurende de jaren '60 van de 20e eeuw nam het aantal zusters geleidelijk af en trokken zij zich terug ten gunste van lekenpersoneel dat de instellingen als een kinderopvang, een tehuis voor verwaarloosde kinderen, een gezondheidscentrum en een beroepsoriëntatiecentrum ging verzorgen.

## Gebouw
Het kloostergebouw, het vroegere herenhuis, heeft een classicistische voorgevel. De achtergevel draagt het jaartal 1703.
Rechts van het klooster bevinden zich het voormalige weeshuis en de oude kapel met daar achter de nieuwere neogotische kapel.
Haaks hierop zijn vleugels van 1866, 1886 en 1889 gebouwd.